# Jerónimo de Florencia
Jerónimo de Florencia, SJ (Alcalá de Henares, 1565 – Madrid, 1633) fue un jesuita español que sirvió a los reyes Felipe III y Felipe IV de España en diferentes cargos y que gozó de una cierta influencia política. 

## Biografía
En 1579 entra en la Compañía de Jesús. En 1598 comienza a predicar en Alcalá de Henares con mucho éxito y en 1600 es trasladado a la Corte, donde su fama crece hasta que en marzo de 1609 es nombrado predicador de Su Majestad. Predicó los dos sermones de las honras públicas de la reina Margarita de Austria en 1611. Comienza a tener entonces una influencia creciente en palacio, hasta el punto que Felipe III viendo cercana su muerte lo manda llamar y no separarse de él hasta que expirase.
Posteriormente predicó las honras fúnebres de Felipe III, siendo considerado el sermón predicado en esta ocasión como un manifiesto de lo que luego sería la política del futuro conde-duque de Olivares. En 1621, Don Rodrigo Calderón le pide auxilio espiritual para su muerte y este se lo niega, como recoge en una carta Luis de Góngora. En el citado año forma parte de la recién nombrada Junta de Reformación y después de la Junta Grande de Reformación del Reino.
Fue también confesor de los infantes don Carlos y don Fernando. Predica también en honras como las del conde de Lemos o el duque de Monteleón. También dedica una serie de sermones a la defensa de la Inmaculada Concepción de conformidad con lo encargado por Felipe III en el momento de su muerte. Finalmente, muere en Madrid de perlesía en 1633.

## Obras[4]
- Sermón de la Gloriosa Assumpción de nuestra Señora... que predicó el P. Geronimo Florencia.[5]
- Sermon que predico a la magestad del Rey don Felipe III Nuestro Señor: el P. Geronymo de Florencia su predicador, y religioso de la Compañia de Iesus, en las honras que su magestad hizo a la serenissima Reyna doña Margarita su muger, q[ue] es en gloria; en S. Geronymo el Real de Madrid, a 18. de noviembre, de 1611 años.
- Sermon en las honras del Conde de Lemos.;Dirigido a las Excelentísimas señoras doña Catalina de Zuñiga, y doña Catalina de la Cerda su sobrina, Condesas de Lemos, y de Andrada;[que predico el Padre Geronimo de Florencia, religioso de la Compañia de Iesus].
- Sermón... en las Honras que S. M. [Felipe IV] hizo al Rey Felipe III en S. Gerónimo el Real de Madrid á 4 Mayo de 1621[6]
- El sermon, que predico el Padre Geronimo de Florēcia ... de la Compañia de Iesus en la Sancta Yglesia colegial de los Santos Martyres Iusto, y Pastor, al entierro, y cuerpo presente del ... Señor don Garcia de Loaysa Gyron, Arçobispo de Toledo ...[7]
- Sermon de la gloriosa Assumpcion de nuestra Señora que predicò el P. Geronimo de Florencia, religioso de la Compañia de Iesus ... el vltimo dia del nouenario qn hizo el ... Cardenal de Toledo D. Bernardo de Sandoual y Rojas, a la[8]
- Sermon que predico a la Magestad Catolica del Rey Don Felipe Quarto ... el Padre Geronimo de Florencia, Religioso de la Compañia de Iesus ..., en las Honras que su Magestad hizo al Rey Felipe III ... en San Geronimo el Real de Madrid a quatro de Mayo de 1621 ...